# Mariana de Almeida
Mariana Lorena de Almeida (* 14. September 1982) ist eine argentinische Fußballschiedsrichterassistentin.
Seit 2008 steht sie auf der Liste der FIFA-Schiedsrichter und leitet internationale Fußballpartien.
De Almeida war unter anderem Schiedsrichterassistentin bei der U-20-Weltmeisterschaft 2012 in Japan (als Assistentin von Ana Marques), bei der Weltmeisterschaft 2015 in Kanada (als Assistentin von Salomé di Iorio), beim olympischen Fußballturnier 2016 in Rio de Janeiro (als Assistentin von Olga Miranda), bei der U-17-Weltmeisterschaft 2018 in Uruguay, beim Algarve-Cup 2019, bei der Weltmeisterschaft 2019 in Frankreich und beim olympischen Fußballturnier 2020 in Tokio (jeweils als Assistentin von Laura Fortunato).
Zudem war de Almeida als eine von drei Schiedsrichterinnen bei der Klub-Weltmeisterschaft 2020 in Katar im Einsatz (neben Edina Alves Batista und Neuza Back).